# Teddy Award

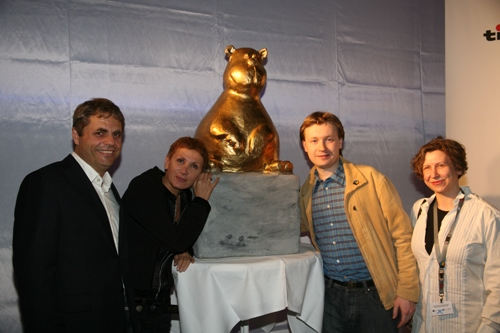
Ruští LGBT aktivisté u sošky Teddy Award v roce 2007

Teddy Award je ocenění v oblasti kinematografie s gay, lesbickou, bisexuální a transgender tematikou. Bývá udělováno od roku 1987 v předvečer vyhlášení cen Zlatého medvěda na berlínském filmovém festivalu Berlinale.

## Historie
Záměr vytvořit gay a lesbickou filmovou cenu vznikl v roce 1987. Pojmenování Teddy („Méďa“) vzniklo jako odkaz na hlavní cenu Berlinale, „Zlatého medvěda“. Wieland Speck a Manfred Salzgeber jmenovali porotu z lidí, „kteří zhlédli všechny filmy“ a celou skupinu pojmenovali Mezinárodní asociace gay a lesbických filmových festivalů (International Gay & Lesbian Film Festival Association, IGLFFA).
Společnou zakládající ideou bylo, aby Teddy poskytl homosexuální scéně a gay a lesbickým filmům pozornost všeobecných i odborných médií, kterou by si jinak samy těžko získaly.
První cenu Teddy získal režisér Pedro Almodóvar za kriminální film Zákon touhy (La Ley del deseo) s dosud téměř neznámým Antoniem Banderasem.
V roce 1990 se uskutečnil první udílecí galavečer v gay centru SchwuZ s asi 400 hosty, pořádaný vizuálním umělcem s pseudonymem BeV StroganoV a zaměstnanci gay knihkupectví Eisenherz.
Roku 1992 organizační výbor Berlinale oficiálně cenu uznal a zařadil do seznamu svých ocenění.
V roce 1997 byla založena nezisková organizace Spolek přátel Teddyho (Förderverein Teddy e.V.). Tato organizace celoročně shromažďuje finanční prostředky pro cenu a zajišťuje její propagaci.

## Cena
V současnosti je cena Teddy udílena ve třech kategoriích:
- Teddy za krátký film
- Teddy za dokumentární film
- Teddy za hraný film

Současná cena má formu kovového medvěda, který sedí na berlínské dlažební kostce. Postavička byla vytvořena podle návrhu tvůrce gay komiksů Ralfa Königa a samotnou sošku vyrobil šperkař Pepe Süveges.
Mimo tyto hlavní ceny bývají v některých letech udíleny také ceny čtenářů gay a lesbického časopisu Siegessäule, v pozdějších ročnících pojmenované „Elza“ („Else“), nebo také zvláštní ceny poroty, jiná mimořádná ocenění a čestná uznání.

## Ocenění

### 80. léta
1987
- Nejlepší hraný film: Zákon touhy (La ley del deseo) – režie: Pedro Almodóvar
- Nejlepší krátký film: Five Ways to Kill Yourself a My New Friend – režie: Gus Van Sant

1988
- Nejlepší hraný film: The Last of England – režie: Derek Jarman
- Nejlepší dokumentární film: Rights and Reactions – režie: Phil Zwickler
- Nejlepší dokumentární film: Die Wiese der Sachen – režie: Heinz Emigholz
- Nejlepší krátký film: Alfalfa – režie: Richard Kwietniowski
- Cena poroty: Tilda Swintonová
- Cena čtenářů Siegessäule: The Last of England – režie: Derek Jarman

1989
- Nejlepší hraný film: Fun Down There – režie: Roger Stigliano
- Nejlepší krátký film: Pátrání po Langstonovi (Looking for Langston) – režie: Isaac Julien
- Nejlepší dokumentární film: Tiny and Ruby: Hell Divin' Women – režie: Greta Schiller a Andrea Weiss
- Nejlepší dokumentární film: Pisoár (Pissoir / Urinal) – režie: John Greyson

### 90. léta
1990
- Nejlepší hraný film: Coming Out – režie: Heiner Carow
- Nejlepší dokumentární film: Tongues Untied – režie: Marlon Riggs
- Nejlepší krátký film: Trojans – režie: Constantin Giannaris
- Cena poroty: Silence=Death & Positiv – režie: Rosa von Praunheim

1991
- Nejlepší hraný film: Jed (Poison) – režie: Todd Haynes
- Nejlepší dokumentární film: Paris is Burning – režie: Jennie Livingston
- Nejlepší krátký film: Relax – režie: Chris Newby
- Cena poroty: The Making of Monsters – režie: John Greyson
- Zvláštní uznání: Zapovězená láska – režie: Vladislav Kvasnička

1992
- Nejlepší hraný film: Together Alone – režie: P.J. Castellaneta
- Nejlepší dokumentární film: Voices from the Front – režie: David Meieran, Robyn Hut a Sandra Elgear
- Nejlepší krátký film: Caught Looking – režie: Constantin Giannaris
- Cena poroty: Edward II – režie: Derek Jarman
- Cena publika: Swoon – režie: Tom Kalin

1993
- Nejlepší hraný film: Wittgenstein – režie: Derek Jarman
- Nejlepší dokumentární film: Silverlake Life – režie: Tom Joslin a Peter Friedman
- Nejlepší krátký film: P(l)ain Truth – režie: Ilppo Pohjola
- Cena publika: Sex is… – režie: Marc Huestis

1994
- Nejlepší hraný film: Malá ryba taky ryba (Go Fish) – režie: Rose Troche
- Nejlepší dokumentární film: Coming Out Under Fire – režie: Arthur Dong
- Nejlepší krátký film: Carmelita Tropicana – režie: Ela Troyano
- Cena poroty: Remembrance of Things Fast: True Stories Visual Lies – režie: John Maybury
- Cena čtenářů Siegessäule: Heavy Blow – režie: Hoang Allen Duong
- Cena publika: Jahody a čokoláda (Fresa y chocolate) – režie: Tomas Gutierrez Alea a Juan Carlos Tabio

1995
- Nejlepší hraný film: The Last Supper – režie: Cynthia Roberts
- Nejlepší dokumentární film: Complaints of a Dutiful Daughter – režie: Deborah Hoffmann
- Nejlepší krátký film: Trevor – režie: Peggy Rajski
- Cena poroty: Mramorová prdel (Dupe od mramora / Marble Ass) – režie: Želimir Žilnik
- Cena čtenářů Siegessäule: Ballot Measure 9 – režie: Heather McDonald
- Cena publika: Priest – režie: Antonia Bird

1996
- Nejlepší hraný film: Melounová žena (The Watermelon Woman) – režie: Cheryl Dunye
- Nejlepší dokumentární film: 4% filmová tajemství (The Celluloid Closet) – režie: Rob Epstein a Jeffrey Friedman
- Nejlepší dokumentární film: I'll Be Your Mirror – režie: Nan Goldin a Edmund Coulthard
- Nejlepší krátký film: Unbound – režie: Claudia Morgado Escanilla
- Nejlepší krátký film: Alkali, Iowa – režie: Mark Christopher
- Cena poroty: Jerry Tartaglia za záchranu filmů Jacka Smithe
- Cena čtenářů Siegessäule: Paris Was a Woman – režie: Greta Schiller

1997
- Nejlepší hraný film: All Over Me – režie: Alex Sichel
- Nejlepší dokumentární film: Murder and Murder – režie: Yvonne Rainer
- Nejlepší krátký film: Heldinnen der Liebe – režie: Nathalie Percillier a Lily Besilly
- Zvláštní cena: Romy Haag
- Cena čtenářů Siegessäule: All Over Me – režie: Alex Sichel

1998
- Nejlepší hraný film: Yue kuai le, yue duo luo – režie: Stanley Kwan
- Nejlepší dokumentární film: The Brandon Teena Story – režie: Susan Muska a Gréta Olafsdóttir
- Nejlepší krátký film: Peppermills – režie: Isabel Hegner
- Cena poroty: Ang Lakai sa buhay ni selya – režie: Carlos Siguion-Reyna
- Zvláštní cena: Richard O'Brien
- Cena čtenářů Siegessäule: The Brandon Teena Story – režie: Susan Muska a Gréta Olafsdóttir
- Zvláštní uznání: Uncut – režie: John Greyson

1999
- Nejlepší hraný film: Láska je láska (Fucking Åmål) – režie: Lukas Moodysson
- Nejlepší dokumentární film: The Man Who Drove With Mandela – režie: Greta Schiller
- Nejlepší krátký film: Liu Awaiting Spring – režie: Andrew Soo
- Cena poroty: všem německým gay a lesbickým filmům na Berlinale ’99 (Aimée & Jaguar, Lola und Bilidikid, Gendernauts, Ferkel, NY 'NY 'n why not)
- Cena čtenářů Siegessäule: Trick – režie: Jim Fall

### První dekáda 21. století
2000
- Nejlepší hraný film: Kapky deště na rozpálených kamenech (Gouttes d'eau sur pierres brűlantes) – režie: François Ozon
- Nejlepší dokumentární film: Paragraf 175 – režie: Rob Epstein a Jeffrey Friedman
- Nejlepší krátký film: Hartes Brot – režie: Nathalie Percillier
- Cena poroty: Félixova dobrodružství (Drôle de Félix) – režie: Olivier Ducastel a Jacques Martineau
- Cena poroty: CHRISSY – režie: Jacqui North
- Cena čtenářů Siegessäule: Félixova dobrodružství (Drôle de Félix) – režie: Olivier Ducastel a Jacques Martineau

2001
- Nejlepší hraný film: Hedwig a Angry Inch – režie: John Cameron Mitchell
- Nejlepší dokumentární film: Bůh je mi strachem (Trembling Before G-d) – režie: Sandi Simcha DuBowski
- Nejlepší krátký film: Erè Mèla Mèla – režie: Daniel Wiroth
- Cena poroty: Forbidden Fruit – režie: Sue Maluwa-Bruce a Beate Kunath
- Zvláštní cena: Moritz de Hadeln
- Cena čtenářů Siegessäule: Sa tree lex – režie: Yongjoot Thongkontoon

2002
- Nejlepší hraný film: Chůze po vodě (Walking On Water) – režie: Tony Ayres
- Nejlepší dokumentární film: Alt om min far – režie: Even Benestad
- Nejlepší krátký film: Celebration – režie: Daniel Stedman
- Cena poroty: Juste une femme – režie: Mitra Farahani
- Cena čtenářů Siegessäule: Chůze po vodě (Walking On Water) – režie: Tony Ayres

2003
- Nejlepší hraný film: Tisíc oblaků míru pokrývají oblohu, lásko, nikdy nepřestaneš být láskou (Mil nubes de paz cercan el cielo, amor, jamás acabarás de ser amor) – režie: Julián Hernández
- Nejlepší dokumentární film: Ich kenn keinen – Allein unter Heteros – režie: Jochen Hick
- Nejlepší krátký film: Fremragende Timer – režie: Lars Krutzkoff a Jan Dalchow
- Zvláštní cena: Friedrich Wilhelm Murnau
- Cena čtenářů Siegessäule: The Event – režie: Thom Fitzgerald

2004
- Nejlepší hraný film: Wild Side – režie: Sébastien Lifshitz
- Nejlepší dokumentární film: The Nomi Song – režie: Andrew Horn
- Nejlepší krátký film: ¿Con qué la lavaré? – režie: Maria Trénor
- Zvláštní cena: Edition Salzgeber
- Cena čtenářů Siegessäule: Agentky D.E.B.S. (D.E.B.S.) – režie: Angela Robinson

2005
- Nejlepší hraný film: Rok bez lásky (Un año sin amor) – režie: Anahí Berneri
- Nejlepší dokumentární film: Katzenball – režie: Veronika Minder
- Nejlepší krátký film: The Intervention – režie: Jay Duplass
- Cena čtenářů Siegessäule: Transamerika (Transamerica) – režie: Duncan Tucker

2006
- Nejlepší hraný film: Maximo Oliveros v rozpuku (Ang Pagdadalaga ni Maximo Oliveros) – režie: Auraeus Solito
- Nejlepší dokumentární film: Au-delà de la haine – režie: Olivier Meyrou
- Nejlepší krátký film: El día que morí – režie: Maryam Keshavarz
- Cena poroty: Combat – režie: Patrick Carpentier
- Cena čtenářů Siegessäule: Bubot Niyar / Paper Dolls – režie: Tomer Heymann

2007
- Nejlepší hraný film: Ci qing / Spider Lilies – režie: Zero Chou
- Nejlepší dokumentární film: A Walk Into the Sea: Danny Williams and the Warhol Factory – režie: Esther B. Robinson
- Nejlepší krátký film: čestné uznání za Überwachungskamera – režie: Christoph Heller a Love Hurts – režie: Marie-Josephin Schneider a Döndü Kilic
- Zvláštní cena: Helmut Berger za jeho práci
- Cena čtenářů Siegessäule: Bublina (Ha Buah / The Bubble) – režie: Eytan Fox
- Cena publika Teddy Ballot Volkswagen-Zuschauerpreis: Zápisky o skandálu (Notes on a Scandal) – režie: Richard Eyre
- Zvláštní uznání: La León – režie: Santiago Otheguy

2008
- Nejlepší hraný film: Neuvěřitelná pravda o královně Raquele (The Amazing Truth About Queen Raquela) – režie: Olaf de Fleur Johannesson
- Nejlepší dokumentární film: Football Under Cover – režie: David Assmann a Ayat Najafi
- Nejlepší krátký film: Tá – režie: Felipe Sholl
- Cena poroty: Be Like Others – režie: Tanaz Eshaghian
- Cena čtenářů Siegessäule „Elza“: Be Like Others – režie: Tanaz Eshaghian
- Cena publika Teddy Volkswagen-Zuschauerpreis: Football Under Cover – režie: David Assmann a Ayat Najafi
- Zvláštní cena: Hans Stempel a Martin Ripkens za svou více než 50letou společnou práci pro filmovou kulturu v roli kritiků, filmových skautů a filmařů
- Zvláštní cena: Keith Collins, Simon Fisher Turner, Isaac Julien, James Mackay a Tilda Swintonová za svou společnou práci na zachování dědictví britského filmaře Dereka Jarmana

2009
- Nejlepší hraný film: Zuřivé slunce, bouřlivé nebe (Rabioso sol, rabioso cielo) – režie: Julián Hernández
- Nejlepší dokumentární film: Fíkovníky (Fig Trees) – režie: John Greyson
- Nejlepší krátký film: A Horse Is Not A Metaphor – režie: Barbara Hammer
- Cena čtenářů Siegessäule „Elza“: City of Borders – režie: Yun Suh
- Zvláštní cena: Joe Dallesandro za svou práci „undergroundové“ filmové hvězdy, queer idolu a herce
- Zvláštní cena: John Hurt za svůj mimořádný herecký výkon ve filmu Angličan v New Yorku (An Englishman in New York)

### 10. léta
2010
- Nejlepší hraný film: Děcka jsou v pohodě (The Kids Are All Right) – režie: Lisa Cholodenko
- Nejlepší dokumentární film: Vlčí chřtán (La bocca del lupo) – režie: Pietro Marcello
- Nejlepší krátký film: The Feast Of Stephen – režie: James Franco
- Cena poroty: Open – režie: Jake Yuzna
- Cena čtenářů Siegessäule „Elza“: Postcard to Daddy – režie: Michael Stock
- Zvláštní cena: Werner Schroeter[1]

2011
- Nejlepší hraný film: Nepřítomen (Ausente) – režie: Marco Berger
- Nejlepší dokumentární film: Balada o Genesisovi a Lady Jaye (The Ballad of Genesis and Lady Jaye) – režie: Marie Losier
- Nejlepší krátký film: ex aequo Generations – režie: Barbara Hammer a Gina Carducci, a Maya Deren's Sink – režie: Barbara Hammer
- Cena poroty: Tomboy – režie: Céline Sciamma
- Zvláštní cena: Pieter-Dirk Uys
- Cena čtenářů Siegessäule „Elza“: Sklizeň (Stadt Land Fluss) – režie: Benjamin Cantu[3]

2012
- Nejlepší hraný film: Neodcházej (Keep The Lights On) – režie: Ira Sachs
- Nejlepší dokumentární film: Call Me Kuchu – režie: Malika Zouhali-Worrall a Katherine Fairfax Wright
- Nejlepší krátký film: Loxoro – režie: Claudia Llosa
- Cena poroty: Jaurès – režie: Vincent Dieutre
- Zvláštní cena: Ulrike Ottinger a Mario Montez
- Cena čtenářů Siegessäule „Elza“: Parade – režie: Srđjan Dragojević[5]

2013
- Nejlepší hraný film: Ve jménu… (W imię…) – režie: Małgośka Szumowska
- Nejlepší dokumentární film: Bambi – režie: Sébastien Lifshitz
- Nejlepší krátký film: Ta av mig – režie: Victor Lindgren
- Cena poroty: Concussion – režie: Stacie Passon
- Zvláštní cena: „STEPS for the Future“ – Jižní Afrika
- Cena čtenářů Siegessäule „Elza“: Ve jménu… (W imię…) – režie: Małgośka Szumowska

2014
- Nejlepší hraný film: V jeho očích (Hoje Eu Quero Voltar Sozinho) – režie: Daniel Ribeiro
- Nejlepší dokumentární film: Kruh (Der Kreis) – režie: Stefan Haupt
- Nejlepší krátký film: Mondial 2010 – režie: Roy Dib
- Cena poroty: Pierrot Lunaire – režie: Bruce LaBruce
- Zvláštní cena: Rosa von Praunheim a Elfi Mikesch
- Cena čtenářů Siegessäule „Elza“: 52 Tuesdays – režie: Sophie Hyde

2015
- Nejlepší hraný film: Nasty Baby – režie: Sebastián Silva
- Nejlepší dokumentární film: El hombre nuevo – režie: Aldo Garay
- Nejlepší krátký film: San Cristóbal – režie: Omar Zúñiga Hidalgo
- Cena poroty: Stories of our lives – režie: Jim Chuchu
- Zvláštní cena: Udo Kier
- Cena čtenářů Siegessäule „Elza“: Zui Sheng Meng Si – režie: Chang Tso-Chi

2016
- Nejlepší hraný film: Kocour (Kater – režie: Händl Klaus
- Nejlepší dokumentární film: Kiki – režie: Sara Jordenö
- Nejlepší krátký film: Moms on Fire – režie: Joanna Rytel
- Cena poroty: Nunca vas a estar solo – režie: Álex Anwandter
- Zvláštní cena: Christine Vachon
- Cena publika: Théo a Hugo (Théo et Hugo dans le même bateau) – režie: Olivier Ducastel a Jacques Martineau
- Cena čtenářů časopisu „Männer“: Mãe só há uma – režie: Anna Muylaert

2017
- Nejlepší hraný film: Fantastická žena (Una mujer fantástica) – režie: Sebastián Lelio
- Nejlepší dokumentární film: Ri Chang Dui Hua – režie: Hui-chen Huang
- Nejlepší krátký film: Min Homosyster – režie: Lia Hietala
- Cena poroty: Karera ga Honki de Amu toki wa – režie: Naoko Ogigami
- Zvláštní cena: Monika Treut
- Cena čtenářů časopisu „Männer“: Na konci světa – režie: Francis Lee

2018
- Nejlepší hraný film: Tinta Bruta – režie: Marcio Reolon a Filipe Matzembacher
- Nejlepší dokumentární film: Bixa Travesty – režie: Claudia Priscilla a Kiko Goifman
- Nejlepší krátký film: Three Centimetres – režie: Lara Zeidan
- L'Oreal Teddy Newcomer Award: Retablo – režie: Álvaro Delgado Aparicio
- Teddy Readers' Award powered by Mannschaft: The Heiresses – režie: Marcelo Martinessi

2019
- Nejlepší hraný film: Historka o zelené planetě (Breve historia del planeta verde) – režie: Santiago Loza
- Nejlepší dokumentární / experimentální film: Lemebel – režie: Joanna Reposi Garibaldi
- Nejlepší krátký film: Entropia – režie: Flóra Anna Buda
- Speciální cena poroty: A Dog Barking at the Moon – režie: Xiang Zi
- Teddy Readers' Award powered by queer.de: Historka o zelené planetě (Breve historia del planeta verde) – režie: Santiago Loza
- Zvláštní cena: Falk Richter

### 20. léta
2020
- Nejlepší hraný film: Nic ve zlým (Futur Drei) – režie: Faraz Shariat
- Nejlepší dokumentární/experimentální film: Si c'était de l'amour – režie: Patric Chiha
- Nejlepší krátký film: Playback. Ensayo de una despedida – režie: Agustina Comedi
- Speciální cena poroty: Rizi – režie: Tsai Ming-liang
- Teddy Readers' Award powered by queer.de: Nic ve zlým (Futur Drei) – režie: Faraz Shariat
- Teddy Activist Award: Vítejte v Čečensku (Welcome to Chechnya) – režie David France[8]

2021
- Nejlepší hraný film: Miguel's War – režie: Eliane Raheb
- Nejlepší krátký film: International Dawn Chorus Day – režie: John Greyson
- Speciální cena poroty: Instructions for Survival – režie: Yana Ugrekhelidze
- Zvláštní cena: Jenni Olson

2022
- Nejlepší hraný film: Três tigres tristes – režie: Gustavo Vinagre
  - Nominace: Bashtaalak sa'at – režie: Mohammad Shawky Hassan; Tytöt tytöt tytöt – režie: Alli Haapasalo
- Nejlepší krátký film: Mars exalté – režie: Jean-Sébastien Chauvin
  - Nominace: Starfuckers – režie: Antonio Marziale; West by God – režie: Scott Lazer
- Nejlepší dokumentární film: Alis – režie: Nicolás van Hemelryck
  - Nominace: Nel mio nome – režie: Nicoló Bassetti; Nelly & Nadine – režie: Magnus Gertten
- Cena poroty: Nelly & Nadine – režie: Magnus Gertten

2023
- Nejlepší hraný film: All the Colours of the World Are Between Black and White – režie: Babatunde Apalowo
- Nejlepší krátký film: Marungka tjalatjunu – režie: Matthew Thorne a Derik Lynch
- Nejlepší dokumentární/experimentální film: Orlando, ma biographie politique – režie: Paul B. Preciado
- Cena poroty: Silver Haze – režie: Sacha Polak
- Zvláštní cena: Andriy Khalpakhchi a Bohdan Zhuk

2024
- Nejlepší hraný film: Všechno dobře dopadne (從今以後) – režie: Ray Yeung
- Nejlepší krátký film: Grandmamauntsistercat – režie: Zuza Banasińska
- Nejlepší dokumentární/experimentální film: Teaches of Peaches – režie: Philipp Fussenegger a Judy Landkammer
- Cena poroty: Crossing: Auf der Suche nach Tekla – režie: Levan Akin
- Zvláštní cena: Lothar Lambert

2025
- Nejlepší hraný film: Lesbian Space Princess – režie: Emma Hough Hobbs a Leela Varghese
- Nejlepší krátký film: Lloyd Wong, Unfinished – režie: Lesley Loksi Chan
- Nejlepší dokumentární/experimentální film: Satanische Sau – režie: Rosa von Praunheim
- Cena poroty: Wenn du Angst hast nimmst du dein Herz in den Mund und lächelst – režie: Marie Luise Lehner
- Zvláštní cena: Todd Haynes